# Aksou (Xinjiang)
Cette page contient des caractères spéciaux ou non latins. S’ils s’affichent mal (▯, ?, etc.), consultez la page d’aide Unicode.
Pour les articles homonymes, voir Aksu.
Aksou ou Aksu (du turc aq : blanche + su : eau) (阿克苏 ; pinyin : Ākèsū ; ouïghour : ئاقسۇ / Aksu) est une ville de la Région autonome ouïghoure du Xinjiang en Chine. C'est une ville-district, chef-lieu de la préfecture d'Aksou.

## Géographie
C'est une ville-oasis située entre Kachgar (Kashi) et Koutcha (Kuche) sur la branche de la route de la soie qui contournait le désert du Taklamakan par le nord.

## Démographie
La population du district était de 516 761 habitants en 1999, et celle de la ville d'Aksou était estimée à 386 379 habitants en 2007.

## Culture
L'écrivain américain Frédéric Prokosch en a fait le cadre d'une partie de son roman Sept Fugitifs (1937).

## Transports
Aksou est située à plus de 800 km par la route de la capitale provinciale Ürümqi. Il existe trois vols quotidiens de la compagnie China Southern Airlines entre l'aéroport d'Aksou (code AITA : AKU) et Ürümqi.